# هانا داينز
هانا داينز (بالإنجليزية: Hannah Dines)‏ هي دراجة بريطانية، ولدت في 14 أبريل 1993.

## وصلات خارجية
- هانا داينز على موقع الاتحاد الدولي للدراجات (الإنجليزية)
- هانا داينز على موقع نسبة الدراجات (الإنجليزية)
- هانا داينز على موقع Paralympic.org (الإنجليزية)
- هانا داينز على موقع اللجنة البارالمبية البريطانية (الإنجليزية)